# Metacnephia pamiriensis
Metacnephia pamiriensis är en tvåvingeart som beskrevs av Petrova 1977. Metacnephia pamiriensis ingår i släktet Metacnephia och familjen knott. Inga underarter finns listade i Catalogue of Life.